# Gédéon (bande dessinée)
Pour les articles homonymes, voir Gédéon (homonymie).
Gédéon est à la fois le nom d'une série de bandes dessinées créé en 1923 par l'illustrateur français Benjamin Rabier et de son personnage principal.

## Personnage
Gédéon est un canard domestique au plumage jaune. Le premier épisode de ses aventures montre sa naissance au sein de la basse-cour d'une ferme, il a la particularité d'avoir un grand cou qui détonne par rapport aux autres canards. Il est accompagné de Roudoudou, un lapin, et Alfred, un crocodile. Dans les épisodes suivants, Gédéon va devenir le seul héros de la série.
Benjamin Rabier a dessiné seize aventures de Gédéon. Les aventures de Gédéon vont l'entraîner en Tripolitaine (une région au nord de la Libye, à l'époque colonie italienne) et aux États-Unis.

## Les albums de Gédéon
- Gédéon (1923)
- Gédéon Sportman (1924)
- Gédéon en Afrique (1925)
- Placide et Gédéon (1926)
- Gédéon mécano (1927)
- Gédéon s'amuse (1928)
- Gédéon comédien (1929)
- Gédéon dans la forêt (1930)
- Gédéon chef de brigands (1931)[1]
- Gédéon roi de Matapa (1932)
- Gédéon traverse l'Atlantique (1933)
- Gédéon se marie (1934)
- Gédéon est un bon garçon (1935)
- Gédéon Grand Manitou (1938)
- Gédéon fait du ski (1938)
- Les dernières aventures de Gédéon (1939)

## Édition
Les albums de la série ont été réédités aux éditions Hoëbeke.

## Série télévisée
La bande dessinée a été adaptée en une série télévisée d'animation, Les Aventures de Gédéon, par Michel Ocelot en 1976. La série a été diffusée sur TF1.